# PSYCHO+
『PSYCHO+』（サイコプラス）は、藤崎竜による日本の漫画。『週刊少年ジャンプ』（集英社）において、1992年51号から1993年11号まで連載された。本作品はわずか2巻での打ち切りに終わったが、後に『封神演義』のヒットで過去の藤崎作品の再評価が高まり、単行本の重版が行われた。単行本全2巻、文庫版全1巻（『藤崎竜作品集 1 サイコプラス』）。

## あらすじ
主人公の緑丸が手に入れた「PSYCHO+」。それは自分にしか操作できない、超能力を扱う不思議なゲームソフト。クリアを重ねていくうちに、緑丸は自分自身の驚くべき秘密を知ることになる。

## 登場人物
綿貫緑丸（わたぬきみどりまる）
生まれつき髪と目が緑色の少年。容姿のコンプレックスから周りと距離を置く日々を送っていた。
自身の容姿が目立たないとの理由から夜が好き。
世界に12人いることが判明した、超能力を扱えるという「緑色人」のひとり。
かなりの強者ゲーマーであり、雪乃の手並みを見ても「たぶん勝てるな」と冷静に分析できるほど。
水の森雪乃（みずのもりゆきの）
「電脳少女」の異名をとる凄腕ゲーマーの少女。ゲームで自分を負かした男しか認めないこだわりを持つなどクールな性格だが、初対面の緑丸を見ても偏見を持つことなく普通に接したり、また少々天然な一面も見せる。身体能力も高く、特に足の速さは陸上部以上と評されている。
一太郎（いちたろう）
雪乃の元恋人。
高屋敷朱未（たかやしきしゅみ）
緑丸の通う学校に転校して来た、自らを「死語使い」と名乗る少女。「ヒーホー」が口癖。その正体は緑丸と同じ「緑色人」のひとり。普段はかつらを被り、目にはカラーコンタクト、眉毛とまつ毛には黒く色をつけ「緑色人」であることを隠している。
東田（ひがしだ）
緑丸の同級生。権力者の息子で、世界中のあらゆる骨を集めている骨マニア。ゲーム大会で優勝経験を持つ程のゲーマーでもあるが、緑丸には連敗中。朱未に対し「虫の好かん死語使いの女」と妙な敵対心を抱く。
魂美（たまみ）
東田の妹。霊能力者であり、何故か常に泣いている。「成仏こそが霊の幸せ」と、否応なしに幽体離脱してしまった緑丸を成仏させようと暴走することも。
センパイ
本名は不明。結構な老け顔の持ち主だが一応緑丸の同級生。メダルゲームが得意。 暇さえあれば校舎から女生徒を眺めており、また独自に美少女図鑑を作成するなど筋金入りの女好き。「がはは」が口癖。

## 緑色人（りょくしょくじん）

### 超能力の種類
level1
木を動かせる。
level2
運を自由に操ることができる。事柄の大小によって、消費する運の量が変わってくる。
level3
幽体離脱を行う。ただし元に戻るには制限時間内に肉体に強い衝撃を与える必要があり、できなければ成仏してしまう。

#### 緑色人が実際に使用した能力
確認できるもの：念動力。空中浮遊。瞬間移動。思考盗聴。地球を動かす。 未確認：火山の噴火を止める。

## 書籍情報

### 単行本
両方共集英社ジャンプコミックス発売。
- PSYCHO+ SIDEA ISBN 4-08-871686-8
- PSYCHO+ SIDEB ISBN 4-08-871687-6 本編の他読み切り2作品掲載